# Dioda lawinowa
Dioda lawinowa, odmiana diody, która po przekroczeniu napięcia przebicia nie ulega uszkodzeniu i zaczyna przewodzić prąd, używana jest w telekomunikacji do tłumienia przepięć.
Stosowana jest również w detekcji promieniowania jako fotodioda. Dzięki dużemu wzmocnieniu możliwa jest detekcja pojedynczych fotonów.